# Gustav Roethe

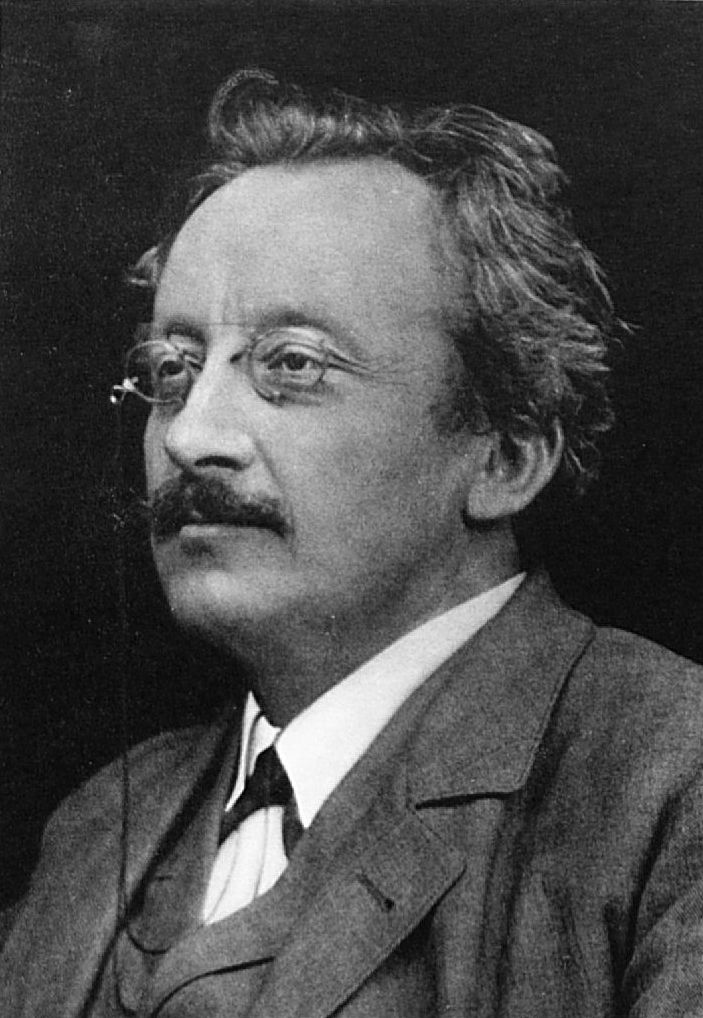
Gustav Roethe

Gustav Roethe (* 5. Mai 1859 in Graudenz, Königreich Preußen; † 17. September 1926 in Bad Gastein, Österreich) war ein deutscher germanistischer Mediävist. Er war Professor für deutsche Philologie an der Universität Göttingen und an der Friedrich-Wilhelms-Universität zu Berlin.

## Leben
Roethe studierte Klassische Philologie und Germanistik in Göttingen, Leipzig und Berlin. 1881 wurde er zum Dr. phil. promoviert. 1886 erfolgte die Habilitation in Göttingen, 1888 wurde Roethe dort außerordentlicher Professor. Im Jahr 1902 wurde er ordentlicher Professor für Germanistik an der Friedrich-Wilhelms-Universität, Berlin. Er war Mitglied der Königlichen Gesellschaft der Wissenschaften zu Göttingen (1893), der Preußischen Akademie der Wissenschaften (1903), der Bayerischen Akademie der Wissenschaften (1919) und der Österreichischen Akademie der Wissenschaften (1919). Seit 1911 war Roethe ständiger Sekretär der Berliner Akademie der Wissenschaften. 1923/24 wurde er zum Rektor der Berliner Universität gewählt. Von 1922 bis 1926 war Präsident der Goethe-Gesellschaft in Weimar.

## Politik
Schon vor 1914 hatte Roethe sich als Gegner des Parlamentarismus und des Frauenstudiums politisch positioniert; in seinen Briefen erscheint er als ausgemachter Antisemit. Nach dem Ersten Weltkrieg exponierte er sich als aggressiver Gegner der Weimarer Republik. Roethe wurde Mitglied der Deutschnationalen Volkspartei (DNVP) und war von 1919 bis 1926 Vorsitzender des „Reichsausschusses deutschnationaler Hochschullehrer“. Auf der Gründungsversammlung des „Deutschnationalen Lehrerbundes“ verkündete er: „Parlamentarismus ist der zum Prinzip erhobene Dilettantismus“; die Weimarer Verfassung tat er öffentlich als „lächerliches Machwerk“ ab.

## Forschungsschwerpunkte
Zu den Schwerpunkten seiner Forschungen gehörten die mittelhochdeutsche Literatur, die deutsche Romantik und das Werk Goethes. Mit seinem Werk "Die Gedichte Reinmars von Zweter" (1887) schuf er die Forschungsgrundlage zur Geschichte der mittelhochdeutschen Sangspruchdichtung. 1904 begründete er die Reihe Deutsche Texte des Mittelalters. Im Jahr 1905 publizierte er Richtlinien für die Edition deutscher Texte des Mittelalters. 1908 war er an der Reorganisation des Deutschen Wörterbuchs der Brüder Grimm beteiligt. Zu Roethes Schülern zählte Waldemar Oehlke.

## Ehrung
In Berlin-Schlachtensee erinnert der Rötheweg an ihn.

## Veröffentlichungen

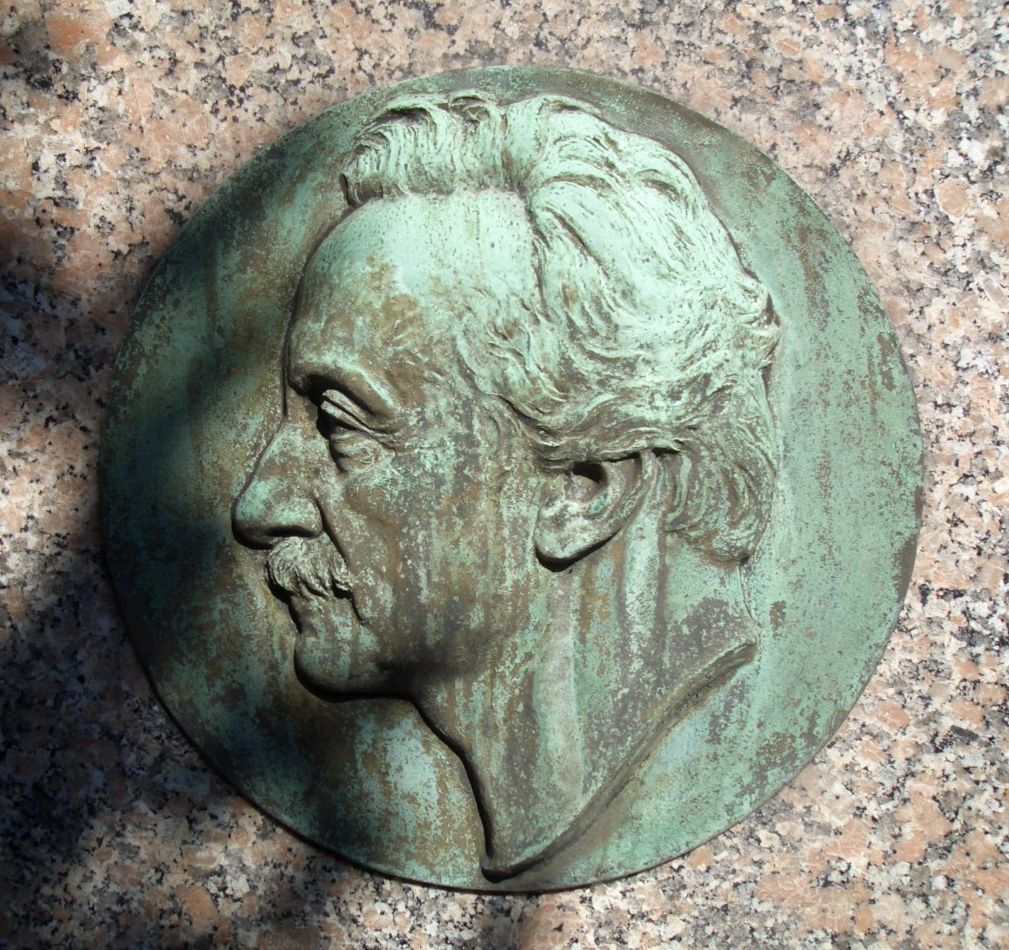
Grabrelief, Luisenfriedhof II, geschaffen von Max Bezner

- Die deutschen Kaiser und die deutsche Litteratur. Rede zur Feier des Geburtstages Seiner Majestät des Kaisers und Königs am 27. Januar 1893, 1893
- Rede zur Feier des hundertjährigen Geburtstages Kaiser Wilhelms I., 1897
- Brentanos Ponce de Leon, eine Säcularstudie, 1901
- Vom literarischen Publikum in Deutschland, 1902
- Humanistische und nationale Bildung. Eine historische Betrachtung, 1905
- Deutsches Heldentum, 1906
- Deutsches Geistesleben in den Ostmarken, 1913
- Von deutscher Art und Kultur, 1915
- Dr. Martin Luthers Bedeutung für die deutsche Literatur. Ein Vortrag zum Reformations-Jubiläum, 1918
- Deutsche Dichter des 18. und 19. Jahrhunderts und ihre Politik. Ein vaterländischer Vortrag, 1919
- Goethes Campagne in Frankreich 1792. Eine philologische Untersuchung aus dem Weltkriege, 1919
- Bismarck, Arndt und die deutsche Zukunft. Eine Ansprache an die Studentenschaft Greifswalds zur Sonnwendfeier, 1920
- Gedächtnisrede auf Heinrich Morf, 1921